# Joel Thompson
Joel Thompson (* 3. Oktober 1760 in Stanford, Provinz New York; † 8. Februar 1843 in Brooklyn, New York) war ein US-amerikanischer Jurist und Politiker. Zwischen 1813 und 1815 vertrat er den Bundesstaat New York im US-Repräsentantenhaus.

## Werdegang
Joel Thompson wurde während der britischen Kolonialzeit in Stanford im Dutchess County geboren. Er besuchte Gemeinschaftsschulen in Smyrna. Dann studierte er Jura. Nach dem Erhalt seiner Zulassung als Anwalt begann er in Duanesburg und Sherburne zu praktizieren. Während des Unabhängigkeitskrieges diente er in den Jahren 1779 und 1780 in der Kontinentalarmee. Er saß in den Jahren 1798, 1803 und 1804 in der New York State Assembly, wobei er einmal das Albany County und zweimal das Chenango County vertrat. Im Juli 1799 wurde er beisitzender Richter am Court of Common Pleas von Chenango County – eine Stellung, die er bis Juni 1807 innehatte. Zu jenem Zeitpunkt wurde er Richter im Chenango County. Er hielt diesen Posten bis zum 16. März 1814. Politisch gehörte er der Föderalistischen Partei an.
Bei den Kongresswahlen des Jahres 1812 für den 13. Kongress wurde er im 15. Wahlbezirk von New York in das US-Repräsentantenhaus in Washington, D.C. gewählt, wo er am 4. März 1813 die Nachfolge von Peter Buell Porter antrat. Er schied nach dem 3. März 1815 aus dem Kongress aus.
Nach seiner Kongresszeit ging er in Sherburne wieder seiner Tätigkeit als Anwalt nach. Er verstarb am 8. Februar 1843 in der damals noch eigenständigen Stadt Brooklyn und wurde dann auf dem Green-Wood Cemetery beigesetzt. Ungefähr drei Jahre später brach der Mexikanisch-Amerikanische Krieg aus.